# Nürnberger Künstlerlexikon
Das Nürnberger Künstlerlexikon mit dem Untertitel Bildende Künstler, Kunsthandwerker, Gelehrte, Sammler, Kulturschaffende und Mäzene vom 12. bis zur Mitte des 20. Jahrhunderts ist ein biographisches Nachschlagewerk zur Kunst der Stadt Nürnberg.
Das von Manfred H. Grieb herausgegebene und von ihm unter Mitarbeit zahlreicher Fachgelehrter verfasste Lexikon erschien im Jahr 2007 in vier Bänden im Schuber im K. G. Saur Verlag. Gleichzeitig erschien das Werk als PDF-Datei im Verlag Walter de Gruyter, zu dem der K. G. Saur Verlag seit 2006 gehört. Über das Allgemeine Künstlerlexikon. Internationale Künstlerdatenbank ist es auch kostenpflichtig online zugänglich.

## Bibliographische Daten
- Nürnberger Künstlerlexikon. Bildende Künstler, Kunsthandwerker, Gelehrte, Sammler, Kulturschaffende und Mäzene vom 12. bis zur Mitte des 20. Jahrhunderts. Herausgegeben von Manfred H. Grieb. Unter Mitarbeit zahlreicher Fachgelehrter. K. G. Saur Verlag, München 2007, ISBN 3-598-11763-9; ISBN 978-3-598-11763-3
  - Band 1: A – G, LVIII, 535 S.
  - Band 2: H – Pe, S. 540–1133
  - Band 3: Pf – Z, S. 1138–1740
  - Band 4: Register; Glossar, S. 1745–2046

## Rezensionen
- Sabine Graichen, in: Aus dem Antiquariat. Zeitschrift für Antiquare und Büchersammler 2008, Nr. 5, S. 344–345.
- John Roger Paas, in: German Studies Review Band 31, Nr. 2, 2008, S. 418.
- Klaus Schreiber, in: Informationsmittel (IFB). Digitales Rezensionsorgan für Bibliothek und Wissenschaft (Digitalisat).
- Alexander Seelos, in: Mitteilungen des Vereins für Geschichte der Stadt Nürnberg Band 94, 2007, S. 328–333 (Digitalisat).
- Georg Wacha: Rezensionen. Manfred H. Grieb, Nürnberger Künstlerlexikon. In: Jahrbuch des Oberösterreichischen Musealvereines. Band 152, Linz 2007, S. 320–323 (zobodat.at [PDF]).